# Цехмистер, Ярослав Владимирович
Ярослав Владимирович Цехмистер (род. 18 октября 1968 года) — украинский ученый. Специалист в области медицинской и биологической физики, профессионального образования, теории и методики преподавания, допрофессиональной подготовки на медицинские специальности, педагог.
Кандидат физико-математических наук (1995), доктор педагогических наук (2002). Лауреат премии для молодых ученых в области физики Национальной академии наук Украины (2001).
Профессор (2003), заслуженный работник образования Украины (2007). Магистр фармации (2013), магистр публичного права (2017).
Профессор по образованию и менеджменту здравоохранения (почётный доктор), Открытого университета либеральных наук в США (2017), Восточно-Европейской сети университетов в Люблине (2018), приглашённый профессор Люблинского католического университета имени Иоанна Павла ІІ (2018), действующий член отделения общей педагогики и философии образования Национальной академии педагогических наук Украины (2019).
Ученик доктора физико-математических наук, профессора, заслуженного деятеля науки и техники Украины, член-корреспондента Национальной академии педагогических наук Украины, заведующего кафедрой медицинской и биологической физики Национального медицинского университета имени А. А. Богомольца А. В. Чалого.
С 1 августа 2014 года избран по конкурсу первым проректором по научно-педагогической работе. 23 апреля 2018 года приказом МОЗ Украины назначен и. о. ректора (до 14 августа 2018 года).

## Биография
Родился в Киеве, в семье служащих.
В 1985 году окончил с золотой медалью специализированную английскую школу № 159 г. Киева, Малую Академию Наук (отделение «математика») при Дворце детей и юношества, заочную физико-техническую школу МФТИ. Неоднократно становился победителем физических и математических олимпиад. За особые успехи в учёбе был награждён знаком «За отличную учёбу» и путевкой в международный детский центр «Артек».
В 1985 году поступил на механико-математический факультет Киевского государственного университета имени Тараса Шевченко, который окончил в 1990 году, получив специальность «математик». Одним из наставников Цехмистера был профессор, доктор физико-математических наук, заведующий кафедрой теории вероятностей и математической статистики, член-корреспондент НАН Украины, профессор М. И. Ядренко (1932—2004).
Научной работой Цехмистер начал заниматься уже на втором курсе в специализированном конструкторском бюро «Спектр», которое входило в состав механико-математического факультета и выполняло вычислительные заказы военной и космической промышленности. Основателем и руководителем данного бюро являлся доктор физико-математических наук, профессор кафедры теории вероятностей и математической статистики Д. С. Сильвестров (с 1999 года — профессор кафедры математики и физики Мелардаленского университета в Швеции). Проходил стажировку за границей.
В 1986—1989 гг. работал командиром студенческого строительного отряда «Рассвет», который был лучшим среди высших учебных заведений Украины. Строил жилье для эвакуированных из зоны отчуждения ЧАЭС в г. Славутич (Киевская область), Репкинском, Семеновском, Новгород-Северском районах (Черниговская область).
Вместе с группой студентов и выпускников механико-математического факультета Киевского государственного университета имени Т. Г. Шевченко принимал активное участие в заседаниях Украинского культурологического клуба, Украинского студенческого союза, организационных мероприятиях І-го съезда Народного Движения Украины (1989) и революции на граните (1990).
Дипломную работу под названием «Особенности переходных процессов в нелинейных открытых диссипативных системах различной природы» (1990) выполнил под руководством доктора физико-математических наук, заведующего кафедрой медицинской и биологической физики и информатики Национального медицинского университета имени А. А. Богомольца, член-корреспондента НАПН Украины А. В. Чалого.
В 1990 году после окончания университета начал работать по специальности в Киевском медицинском институте имени А. А. Богомольца на должности старшего лаборанта. Преподавал на кафедре медицинской и биологической физики, также вёл курс информатики. Ассистент (с 1991 г.), доцент (с 1999 г.), профессор (с 2003 г.) кафедры медицинской и биологической физики и информатики. Заместитель декана медицинского факультета (1992—1994), медицинского факультета № 4 (1994—1996).
Участник группы правительственного плана действий на основе меморандума о сотрудничестве между Украиной и провинцией Саскачеван (Канада) в 1995 году. В этот период создал новое научное направление — допрофессиональная подготовка на медицинские специальности в условиях технологической модели лицея-университета. В тот период существенную поддержку Цехмистер оказали А. В. Чалый, а также доктор медицинских наук, академик АМН СССР, НАН, НАМН, НАПН Украины, ректор Национального медицинского университета имени А. А. Богомольца Е. И. Гончарук и доктор медицинских наук, академик НАН и НАМН Украины, проректор по учебной работе Национального медицинского университета имени А. А. Богомольца В. П. Широбоков.
С 16 июля 1997 года занимает пост директора медицинского лицея при Национальном медицинском университете имени А. А. Богомольца.
Являлся помощником и консультантом Председателя Верховной рады Украины и народного депутата Украины Ивана Плюща.
Активный участник Оранжевой революции в 2004 году. До 2011 года являлся членом Народного движения Украины и политического блока «Наша Украина». Участник программ Корпуса мира США в Украине в 2010—2012 гг.
В 2005 году первым среди проректоров университета был избран на должность проректора по научно-педагогической работе и довузовской подготовке. В 2014 году получил должность первого проректора по научно-педагогической работе Национального медицинского университета имени А. А. Богомольца (с 2014).
Приказом МОЗ Украины от 23.04.2018 № 18-О назначен и. о. ректора Национального медицинского университета имени А. А. Богомольца (до 14 августа 2018 года).

## Университетское обучение
- Специалист. Теория вероятности и математическая статистика Киевский национальный университет имени Тараса Шевченко (1985—1990).
- Магистр. Фармация. Запорожский государственный медицинский университет. Диплом с отличием (2008—2013).
- Магистр. Публичное право. Киевский Национальный университет имени Тараса Шевченко. Диплом с отличием (2013—2017).
- Курс по лидерству и менеджменту в системе здравоохранения. Вашингтонский Университет, США (2015)
- Курс по математической биостатистике. Диплом с отличием. Департамент биостатистики, Блумбергская Школа Публичного здоровья Университета Джона Гопкинса, США (2015).

## Научная карьера
- Публичная защита диссертации на соискание ученой степени кандидата физико-математических наук Киевский национальный университет имени Тараса Шевченко" Бифуркация Хопфа и Тьюринга в флуктуационных моделях процессов самоорганизации". Специальность 01.04.14-теплофизика и молекулярная физика. Научный руководитель: член-корреспондент НАПН Украины, профессор Александр Чалый (1995).
- Лауреат премии для молодых ученых НАН Украины в области физики за цикл научных работ, посвященных явлениям самоорганизации в моделях различной природы (2001).
- Ученое звание Доцент кафедры медицинской и биологической физики. Звание получено в Национальном медицинском университете имени А. А. Богомольца (2001).
- Публичная защита диссертации на соискание научной степени доктора педагогических наук «Теория и практика допрофессиональной подготовки учащихся в лицеях медицинского профиля при высших учебных заведениях» в Национальной академии педагогических наук Украины. Специальность 13.00.04 — теория и методика профессионального образования. Научный консультант: член-корреспондент НАПН Украины, профессор Александр Чалый (2002).
- Ученое звание профессор кафедры медицинской и биологической физики. Звание получено в Национальном медицинском университете имени А. А. Богомольца (2003).
- Член-корреспондент Национальной академии педагогических наук Украины (отделение общей педагогики и философии образования, с 2016).
- Профессор по образованию и менеджменту здравоохранения (Honoris Causa), Открытий университет либеральных наук, США (2017).
- Профессор Восточно-Европейской сети университетов, Люблин (2018). Приглашенный Профессор Люблинского католического университета имени Иоанна Павла ІІ, Люблин (2018).
- Академик Национальной академии педагогических наук Украины (отделение общей педагогики и философии образования, с 2019).
- Ученый на основе синергетического подхода, использующий достижения современной теории фазовых переходов, исследовал новые флуктуационные модели процессов самоорганизации, а именно: характер особых точек и устойчивость решений для исследуемых моделей; показано, что для флуктуационных моделей, приближенных к модели брюселятора, возможно при определённых условиях возникновение пространственных упорядоченных структур; для флуктуационной модели с четверным взаимодействием флуктуационных параметров порядка найдены условия образования часовых упорядоченных структур; сформулированы условия возникновения бифуркаций Хопфа (Heinz Hopf) для флуктуационных моделей процессов самоорганизации при различных соотношениях между параметрами характеристического дисперсионного уравнения, особое внимание уделено изучению возможности возникновения предельного цикла; найдены критерии дифузийной неустойчивости, которые были применены к анализу возникновения бифуркации Тьюринга (Alan Mathison Turing) для флуктуационных моделей объектов, изоморфных химически (биохимически) реагирующим системам вблизи границы их устойчивости. Полученные результаты стали важными для эффективного анализа широкого класса синергетических проблем, а также выяснения реакций на внешние воздействия и управления этими процессами.
- С помощью теоретических критериев возникновения бифуркаций Хопфа и Тьюринга (Alexandroff P., Hopf H. Topologie. Bd.1. — Berlin: Springer, 1935.
- Hopf H. Differential geometry in the large. — Lecture Notes in Mathematics. Vol. 1000. Berlin: Springer, 1983.; Turing, A. M. (1952). «The Chemical Basis of Morphogenesis». Philosophical Transactions of the Royal Society B: Biological Sciences 237 (641): 37-72. doi:10.1098/rstb.1952.0012) создана возможность более строгим образом построить фундаментальную молекулярную теорию создания когерентных структур в открытых системах, включая биообъекты.
- Ученый сделал весомый вклад в развитие теоретико-методологических и методических основ допрофессиональной подготовки с точки зрения её целостности и неотъемлемости от системы непрерывного профессионального образования. Им разработана оригинальная концепция допрофессиональной подготовки учащихся в условиях лицея медицинского профиля, созданы технологическая модель допрофессиональной подготовки учащихся в лицее медицинского профиля и средства её реализации, разработан научно-методический комплекс относительно формирования содержания допрофессиональной подготовки учащихся на медицинские специальности, учебные программы естественного, гуманитарного и специального циклов, которые нашли свое отображение в монографиях, пособиях, рекомендациях и многих научных статьях.
- Разрабатывая проблематику психолого-педагогических основ допрофессиональной подготовки, ученый доказал организационно-педагогические условия деятельности медицинских лицеев в структуре высших медицинских (фармацевтических) учебных заведений, внешние и внутренние критерии эффективности допрофессиональной подготовки, внедренные в Украинском медицинском лицее Национального медицинского университета имени А. А. Богомольца, который работает уже двадцать семь лет и выпустил свыше двух с половиной тысяч обучающихся, также других профильных учебных заведениях.
- Современные исследования ученого посвященны проблеме субъектности специалиста медицинского профиля. Предложена авторская модель определения когнитивной детерминации профессионального развития с учётом: индивидуального познания, параметров обучения, прогнозированных типов кодирования, усвоения информации, теоретического, практического и междисциплинарного типов переноса знаний. Принципиальное значение в исследованиях приобрела проблематика метакогнитивного поведения, прогностической компетентности, самоэффективности и профессиональной надежности будущих врачей, технология педагогической супервизии подготовки специалистов.
- Создал мощную научную школу по разработке теории и методики допрофессиональной подготовки на медицинские специальности и непрерывного профессионального образования.
- Автор более 360 научных работ, среди которых — 14 монографий и учебников, имеет 12 авторских свидетельств и патентов.
- Под его научным руководством защищено 4 докторских и 17 кандидатских диссертаций.
- Председатель специализированного ученого совета Национального медицинского университета имени А. А. Богомольца по специальности 13.00.02 «Теория и методика обучения (медицинские и фармацевтические дисциплины)», 13.00.04 «Теория и методика профессионального образования» (до 2019), главный научный редактор о науках про образование и менеджмент журнала «Fundamental and applied researches in practice of leading scientific schools» (Канада, с 2014), о науках про образование журнала Journal «American Journal of Fundamental, Applied & Experimental Research» (США, с 2016), член редакционного совета «Roczniki Nauk o Rodzinie i Pracy Socjalnej» (Poland, 2018), главный редактор журнала «Biomedical Engineering and Technology» (с 2018), председатель редакционного совета «Scientific Courier of Ukrainian Medical Lyceum of the O.O.Bogomolets National Medical University» (с 2010).
- Участник международных грантовых программ на выполнение перспективных научных исследований Фонда «Возрождение», INTAS, НАТО, европейских проектов «Visiting Professor of Middle-Eastern Europe» KU (Poland, Lublin).

## Основные научные труды
- Tsekhmister, Ya., Chalyi, A., Chernenko, L. (1991). Spatio — termporal structures in living systems with long-range coherent behavior. 7th International confernce on Surface and Colloid science, Compiegne, France; (01/1991)
- Tsekhmister, Ya., Chalyi, A., Chernenko, L. (1991). Mathetical simulation of spatio — temporal structures in biomedical systems with long — range coherence. ІX International conference on Medical and Biological engine-ring and ІX International conference on medical physics, Kyoto, Japan; (01/1991)
- Tsekhmister, Ya., Chalyi, A. (1993). Fluctuatinal models of self — organization.. Ukrainian-French Symposium « Сondensed Matter: Science and Industry», Lviv; (01/1993)
- Tsekhmister, Ya., Chalyi, A. (1997). Hopf and Turing bifurcation in fluctuatinal models of self — organization. Condensed Matter Physics (01/1997).
- Tsekhmister, Ya., Chalyi, A. (2001). Didactic principles of the pre-professional preparations learning of Liceum. 7th General Forum `The Momentum of Physics in Europe not a Mystical Cause of the European Physics Education Network (EUPEN), Uppsala (SE); (01/2001)
- Tsekhmister, Ya. (2003). Computational analysis of periodic gravity waves on a free water surface in the vicinity of limiting steepness. Conference computational physics. Bulletin of the American physical Society., San Diego, California, USA; (01/2003)
- Tsekhmister, Ya. (2003).Integration Synergetic Processes in Physics Education. 7th General Forum "The Momentum of Physiccss in Europe not a Mystical Cause of the European Physiccss Education Network (EUPEN), Uppsala (SE); (01/2003)
- Tsekhmister, Ya., Gandzha, I., Chernenko, L., Lukomsky, V., Chalyi. A. (2003). Singular fourier approximations for calculating potential water waves on infinite depts. The 5Th Euromech fluid mechanics conference, Toulouse, France; (01/2003)
- Tsekhmister, Ya., Gandzha, I., Chernenko, L., Lukomsky, V. (2003). Comparison of ordinary and singular fourier approximations for steep gravity and gravity-capillary waves on deep water. The 28th General Assembly of the European Geophysical Society, Nice, France; (04/2003)
- Tsekhmister, Ya., Chalyi, A., Bulavin, L., Chernenko, L., Chalyy, K. (2005). Critical Dynamics of Licuid Mixtures in Reduced Geometry. 17th Eurohean Conference on Thermophysical Properties, Bratislava (Slovakia); (01/2005)
- Tsekhmister, Ya. (2008). Trends and Perspectives of Medical Physics Education in Ukraine. European Conference on Medical Physics and Engineering, Kraków (Poland); (01/2008)
- Tsekhmister, Ya. (2008). Mesoscale Confined Liquids near Criticality: Diffusion and Thermodiffusion Properties. 22nd General Conference of the Condensed Matter Division of the European Physical Society, Rome (Italy); (01/2008)
- Tsekhmister, Ya., Chalyy, K., Chalyi, A. (2009). Teaching and Learning of Medical Physics and Biomedical Engineering in Ukrainian Medical Universities. IFMBE proceedings 01/2009; 25(12):383-384.
- Tsekhmister, Ya., Bulavin, L., Chekhun, V., Chalyi, A., Chernenko, L., Chalyy, K. (2009). Fundamentals and Medical Applications of Neutron and Light Spectroscopy of Confined Liquids. IFMBE proceedings 01/2009; 25(13):197-199., DOI:10.1007/978-3-642-03895-2_57
- Tsekhmister, Ya. V., Chalyi, A. V., Chalyy, K. A. (2010). Teaching and Learning of Medical Physics and Biomedical Engineering in Ukrainian Medical Universities. World Congress on Medical Physics and Biomedical Engineering, September 7 — 12, 2009, Munich, Germany, 01/2010: pages 383—384; , DOI:10.1007/978-3-642-03893-8_110
- Цехмистер, Я.В. (2008). Генетика. Медицинское Образование. (Ред. В. Г. Кремень) Энциклопедия образования/Акад. пед. наук Украины. Киев: Юринкoм Интер.
- Цехмистер, Я.В. (1999). Медицинское образование в системе высшего образования развитых стран мира. (Ред. Ничкало, Н. Г. Современная высшая школа: психолого-педагогический аспект. Киев: ИПППО
- Цехмистер, Я.В. (2002). Допрофессиональная подготовка учащихся в лицее медицинского профиля: теория и практика. Киев: Научное мнение.
- Tsekhmister, Ya. (2013). Self study as part of pharmacists professionally-oriented competencies formation. European Science and Technology. V international research and practice conference, Munich, (Germany); (01/2013)
- Tsekhmister, Ya. (2014). Pharmaceutical Definition Dictionary for Students and Staff: about 1000 entries. Тов. "Всеукраїнське Спеціалізоване видавництво «Медицина».
- Tsekhmister, Ya. (2015). Carbon (II) monoxide as a subject for poisons studying of study on discipline «Toxicological Chemistry» ("Criminal Analysis’) at the Pharmaceutical department of the National Medical University in Ukraine. 01/2015;
- Tsekhmister, Ya. (2016). The social and educational inclusion of IDPs students in Ukraine. Międzynarodową Konferencję Naukową: Inkluzja społeczna — kontekst psychospołeczny, Люблін; 01/2016
- Tsekhmister, Ya. (2016). Psycho-pedagogical analysis of traditions of training of health care professionals in Ukraine. International scientific-practical conference «Recent psychological technologies: achievements, trends, perspectives», Florida, USA; (01/2016)
- Биографический словарь заведующих кафедрами и профессоров: Научно-биографическое издание с историческим очерком: К 175-летию Национального медицинского университета имени А. А. Богомольца. 1841—2016; в 2 томах. Т. 1. Медицинский факультет Университета Св. Владимира. 1841—1919 / И. М. Полякова, В. П. Шипулин, Г. Ю. Голубева [и др.]; под редакцией К. Н. Амосовой, Я. В. Цехмистера. — Киев: ИД «Авицена», 2016. — 192 с.
- Tsekhmister, Ya. (2016). Fundamental principles for pre-occupational training of pupils’ youth. International scientific-practical conference « Fundamental and applied researches in social sciences: achievements, trends, perspectives», Ontario; 01/2016
- Tsekhmister, Ya. (2017). Concept for pre-occupational training in medical education: synergetics approach. III International research & training conference ‘Public health — social, educational and psychological dimensions’, Lublin; 08/2017
- Гурьянов, В. Г., Лях, Ю. Е., Парий, В. Д., Короткий, А. В., Чалый, А. В., Чалый, К.О., Цехмистер, Я. В. (2018). Пособие по биостатистике. Анализ результатов медицинских исследований в пакете EZR (R-statistics). Киев: Весть.
- Tsekhmister, Ya. (2018). The Problem on Interaction within the Academic Process of Pre-University, University and Post-Graduation Training. Political Economy: Government Expenditures & Related Policies eJournal Vol 11, Issue 24, February 08, 2018
- Tsekhmister, Ya. (2018). The Upbringing of Readiness at Personality to Professional Study in Chosen Specialization at Higher Medical School. Anthropology of Education eJournal Vol 3, Issue 17, February 06, 2018
- Tsekhmister, Ya. (2018). The Process of the Future Pharmacists’ Professional Competence Formation at the Higher Medical Educational Establishments. Fundamental and Applied Researches in Practice of Leading Scientific Schools, 25(1), 70-76. Retrieved from https://farplss.org/index.php/journal/article/view/275
- Tsekhmister Yа. V. (2018). Instruments of feedback in the process of pre-professional education. ‘7th International Conference on Education (IC-ED-2018)’’ which will be held in BAU Internation/
- Tsekhmister Yа. V. (2018). The relative influence of medical practice on formation of doctor in the process of pre-professional education. 4th International Conference on Education 2018. 5th — 7th April, 2018 in Bangkok, Thailand/
- Tsekhmister, Ya. (2018). Cognitive psychology in education and management. Hamilton (Canada) ISBN 978-1-77192-433-7
- Tsekhmister, Ya. (2018). Learning environment in continuous professional education: criteria & modeling. Hamilton (Canada) ISBN 978-1-77192-432-0
- Tsekhmister, Ya. (2018). Methodology and Technology of Pedagogical Supervision. Hamilton (Canada) ISBN 978-1-77192-437-5
- Tsekhmister, Ya. (2018). The humanistic-competence paradigm of the professional development of individual in the medical lyceum. Professional competency of modern specialist: means of formation, development and improvement, 12/2018: pages 3337-350; BMT Eridia Sp. z o.o.., ISBN 978-83-950153-6-6
- Dei, M., Rudenko, O., Tsekhmister, Ya. (2018). Innovations in Science: The Challenges of Our Time. Hamilton: Accent Graphics Communications & Publishing. ISBN 978-1-77192-422-1
- Tsekhmister, Ya. (2018). The discussions of methodological approaches to pre-occupational training at lyceums as the new philosophy of medical education. P. 138—154. (Ed. Dei, M., Rudenko, O. …) Innovations in Science: The Challenges of Our Time. Hamilton: Accent Graphics Communications & Publishing. ISBN 978-1-77192-422-1
- Tsekhmister, Ya. (2018). Organizational pedagogical conditions for activity of lyceum in the structure of higher school. European vector of contemporary psychology, pedagogy and social sciences: the experience of Ukraine and the Republic of Poland, 12/2018: pages 384—407; Baltija Publishing., ISBN 978-9934-571-18-3
- Биографический словарь заведующих кафедрами и профессоров: Научно-биографическое издание с историческим очерком: К 175-летию Национального медицинского университета имени А. А. Богомольца. 1841—2016; в 2 томах. Т. 2. Национальный медицинский университет имени А. А. Богомольца. 1921—2018 / И. М. Полякова, В. П. Шипулин, Г. Ю. Голубева [и др.]; под редакцией К. Н. Амосовой, Я. В. Цехмистера. — Киев: ИД «Авицена», 2018. — 560 с.
- Iserman, R., Dei, M., Rudenko, O., Tsekhmister, Ya. … (Ed.). (2019). Association agreement: driving integrational changes. Chicago: Accent Graphics Communications. ISBN 978-0-9895852-3-1
- Mozgova, H, Tsekhmister, Ya. (2019). The Metabolic and Psychological Correction of Psychosomatic Pathology for Children and Adolescents. International Journal of Advanced Biotechnology and Research (IJABR). Vol-10, Issue-1, 2019, pp505-513
- Tsekhmister, I.V, Daniliuk, I.V., Rodina, N.V., Biron, B.V., Semeniuk, N.S. (2019). Developing a stress reaction inventory for eye care workers. Journal of Ophthalmology (Ukraine) — 2019 — Number 1 (486), 39-45.

## Членство в академических и профессиональных учреждения
- Национальная академия педагогических наук Украины
- Украинская ассоциация психологии образования и развития
- Академия психологических наук Украины
- Европейская академия естествознания, Эдинбург, Шотландия
- Академия медицинских педагогов, Уэльс, Объединённое Королевство
- Ассоциация медицинского образования Европы (AMEE), Объединённое Королевство
- Всемирная академия медицинских наук, Украинский офис, Нидерланды
- Европейский научно-индустриальный консорциум, Эдинбург, Шотландия
- Европейский институт публичного здоровья, Краков, Польша
- European Association of Health Law, Belgium
- Ассоциация медицинского образования и исследований по вопросам злоупотребления психоактивными веществами (AMERSA), Англия и Уэльс
- Международное общество стабилизации и развития (ISDS), Japan
- Азиатская ассоциация медицинского образования (AMEA), Покфулам, Гонконг (2018)
- Международная образовательная ассоциация Австралии (IEAA)
- Африканская ассоциация медицинского образования и исследований
- Канадское физическое общество, Канада
- Всемирная федерация ментального здоровья, США
- Академия менеджмента, США
- Канадская ассоциация медицинского образования, Канада.

## Награды и отличия
- Заслуженный работник образования Украины
- Почетная Грамота Верховной Рады Украины
- Медаль Верховной Рады Украины «10 лет независимости Украины»
- Почетная Грамота Кабинета Министров Украины
- Почетная Грамота Министерства образования и науки Украины
- Почетная Грамота Министерства здравоохранения Украины
- Почетная награда «Знак Почета» Киевского городского Главы
- Почетная Грамота Киевского городского Главы
- Лауреат премии для молодых ученых НАН Украины в области физики за цикл научных работ, посвященных явлениям самоорганизации в моделях различной природы
- Почетный доктор Оксфордского академического союза в области медицинского образования, Оксфорд, Объединённое Королевство
- Почетный доктор Европейского института публичного здоровья, Краков, Польша
- Медаль Выготского и Золотая медаль, учрежденные, «Fundamental and applied researches in practice of leading scientific schools» & научного издательства Accent Graphics Communications, Канада
- Исаак Ньютон, Золотая медаль, Эдинбург, Шотландия
- Ученый года — 2015, Академический союз, Оксфорд, Объединённое Королевство
- Награда Ярослава Мудрого АН ВО Украины
- Медаль Петра Могилы МОН Украины
- Награда «Гордость медицины Украины» Украинского медицинского клуба
- Грамота за оказание медицинской помощи раненым участникам АТО подразделений Десна и Айдар Единого народного казначейства

## Интересы
Занимался фехтованием, пятиборьем, стендовой стрельбой в Спортивном клубе армии (выполнил нормативы КМС). Хобби — литература, плаванье на большие расстояния, путешествия.